# Buthacus
Genre
Buthacus est un genre de scorpions de la famille des Buthidae.

## Distribution
Les espèces de ce genre se rencontrent dans le Nord de l'Afrique, au Moyen-Orient et dans l'Ouest de l'Asie du Sud.

## Liste des espèces
Selon The Scorpion Files (14/07/2024) :
- Buthacus agarwali Zambre & Lourenço, 2010
- Buthacus ahaggar Lourenço, Kourim & Sadine, 2017
- Buthacus algerianus Lourenço, 2006
- Buthacus amitaii Cain, Gefen & Prendini, 2021
- Buthacus arava Cain, Gefen & Prendini, 2021
- Buthacus arenicola (Simon, 1885)
- Buthacus armasi Lourenço, 2013
- Buthacus bicolor Afifeh, Al-Saraireh, Baker, Amr & Lourenço, 2022
- Buthacus birulai Lourenço, 2006
- Buthacus clevai Lourenço, 2001
- Buthacus deserticus Sadine, Souilem, Lourenço & Ythier, 2024
- Buthacus elmenia Lourenço & Sadine, 2017
- Buthacus foleyi Vachon, 1948
- Buthacus frontalis Werner, 1936
- Buthacus fuscata Pallary, 1929
- Buthacus golovatchi Lourenço, Duhem & Cloudsley-Thompson, 2012
- Buthacus leptochelys (Ehrenberg, 1829)
- Buthacus levyi Cain, Gefen & Prendini, 2021
- Buthacus mahraouii Lourenço, 2004
- Buthacus maroccanus Lourenço, 2006
- Buthacus nigerianus Lourenço & Qi, 2006
- Buthacus nigroaculeatus Levy, Amitai & Shulov, 1973
- Buthacus nitzani Levy, Amitai & Shulov, 1973
- Buthacus occidentalis Vachon, 1953
- Buthacus pakistanensis Lourenço & Qi, 2006
- Buthacus sadinei Ythier, 2022
- Buthacus samiae Lourenço & Sadine, 2015
- Buthacus spatzi (Birula, 1911)
- Buthacus spinatus Lourenço, Bissati & Sadine, 2016
- Buthacus stockmanni Kovařík, Lowe & Šťáhlavský, 2016
- Buthacus striffleri Lourenço, 2004
- Buthacus tadmorensis (Simon, 1892)
- Buthacus villiersi Vachon, 1949
- Buthacus williamsi Lourenço & Leguin, 2009
- Buthacus yotvatensis Levy, Amitai & Shulov, 1973
- Buthacus ziegleri Lourenço, 2000

## Systématique et taxinomie
Ce genre a été décrit par Birula en 1908.

## Publication originale
- Birula, 1908 : « Ergebnisse der mit Subvention aus der Erbschaft Treitl unternommenen zoologischen Forschungsreise Dr. F. Werner's nach dem ägyptischen Sudan und Nord-Uganda. XIV. Scorpiones und Solifugae. » Sitzungsberichte der Kaiserlich-Königlichen Akademie der Wissen-schaften, vol. 117, part. 2, no 1, p. 121–152.